# Il coniglio goloso
Il coniglio goloso (Bedevilled Rabbit) è un film del 1957 diretto da Robert McKimson. È un cortometraggio d'animazione della serie Merrie Melodies, uscito negli Stati Uniti il 13 aprile 1957. Dal 1997 viene distribuito col titolo Un coniglio alla diavola.

## Trama
Un aereo paracaduta una cassa di carote per la piantagione Potter, nella giungla della Tasmania. Quando la scatola atterra, dal suo interno fuoriesce Bugs Bunny che, dopo aver appreso di trovarsi in Tasmania, vede numerosi animali in fuga. Un coccodrillo rivela a Bugs che il Diavolo della Tasmania si è scatenato: dopo avergli consigliato di scappare, gli dà un opuscolo con scritto che il Diavolo della Tasmania è feroce e mangia numerosi animali. In un primo momento Bugs è sollevato quando scopre che la bestia non si ciba di conigli, ma in quel momento Taz arriva sul posto e volta la pagina per rivelare che mangia specialmente conigli, per poi divorare l'opuscolo. Dopo aver cercato di spacciarsi per una scimmia (che Taz non mangia) Bugs viene inseguito dalla bestia, che lo cattura e lo lega con lo scopo di mangiarlo. Mentre Taz mescola l'insalata (contenente anche animali morti) Bugs afferma che l'insalata non si serve con un coniglio, ma con un "capriccio di tacchino a sorpresa", così la bestia lo libera. Bugs crea quindi un "tacchino" con della dinamite, per poi dar fuoco alle micce e porgerlo a Taz, il quale divora il piatto in un sol boccone, ma poi la dinamite esplode. Furioso, Taz si mette a inseguire di nuovo Bugs, che fugge in un negozio dove acquista l'occorrente per travestirsi da "Diavolessa della Tasmania", con una tagliola in bocca. Taz se ne innamora subito e Bugs gli dà un bacio, ma si ritrova con la tagliola sulle labbra e viene picchiato con il mattarello dalla sua compagna.

## Distribuzione

### Edizione italiana
Il corto fu doppiato negli anni '80 dalla Effe Elle Due per la trasmissione televisiva, con la direzione di Franco Latini e dialoghi a opera di Maria Pinto, i quali in alcune occasioni ignorano gli originali. Inoltre la canzone di Bugs Bunny è rimasta in originale. Nel 1997, per l'uscita in due VHS, fu eseguito un nuovo doppiaggio dalla Angriservices Edizioni, doppiando anche la canzone di Bugs.

### Edizioni home video

#### VHS
- Le stelle di Space Jam: Taz (marzo 1997)
- Looney Tunes – Classic Collection (1997)
- Taz alla riscossa (22 maggio 2002)

#### DVD
- Looney Tunes Super Stars - Bugs Bunny - Un coniglio eccezionale